# Laguna Magdalena
Laguna Magdalena är en sjö i Colombia.   Den ligger i departementet Huila, i den sydvästra delen av landet, 400 km sydväst om huvudstaden Bogotá. Laguna Magdalena ligger 3 449 meter över havet. I omgivningarna runt Laguna Magdalena växer i huvudsak städsegrön lövskog.